# Hawk Cyclecar

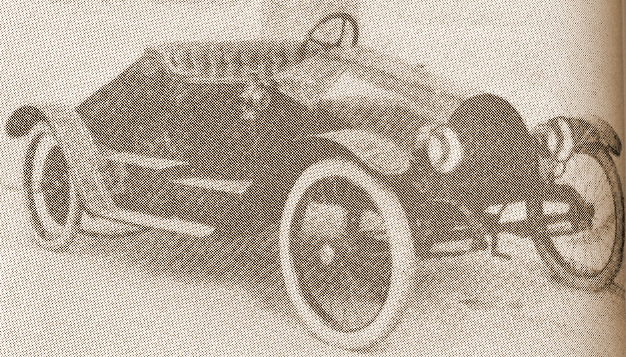
Hawk Cyclecar (1914)

Die Hawk Cyclecar Company war ein US-amerikanischer Automobilhersteller, die 1914 von Frank S. Salter, Duane Tibbets und W. W. McIntyre in Detroit gegründet wurde. Die einzige Modellreihe war ein Kleinwagen, der 1914 gebaut wurde.

## Beschreibung
Der Hawk hatte einen V2-Motor mit 9/13 hp. 88,9 mm Bohrung und 93,218 mm Hub ergaben 1157 cm³ Hubraum. Damit ist ein wesentliches Kriterium für die Einstufung als Cyclecar verfehlt. Der Motor trieb über Riemen die Hinterachse an. Der Wagen wurde für 390 US-Dollar angeboten und bot Platz für zwei Personen nebeneinander. Typisch waren die nach vorne abfallende Linie der Motorhaube und die nach hinten abfallende Linie des Hecks.
Bereits Ende des Jahres musste die Gesellschaft Konkurs anmelden.

## Modelle
| Modell   | Bauzeitraum | Zylinder | Leistung        | Radstand | Aufbauten        |
| -------- | ----------- | -------- | --------------- | -------- | ---------------- |
| Cyclecar | 1914        | 2 V      | 13 bhp (9,6 kW) | 2540 mm  | Roadster 2 Sitze |